# Коростенський округ
Коростенський округ (рос. Коростенский округ) — адміністративна одиниця СРСР. Існувала у 1935–1937 роках в складі Київської області УСРР. Центр — місто Коростень.

## Історія
Коростенський округ був створений відповідно до постанов ЦВК СРСР від 1 квітня 1935 року «Про утворення в УСРР шести округів» і ВУЦВК від 4 травня 1935 року «Про утворення округів на території Київської і Вінницької областей» (затверджена постановою третьої сесії ВУЦВК XIII скликання від 12 лютого 1936 року «Про затвердження постанов, ухвалених Президією ЦВК УСРР у період між VI сесією ЦВК XII скликання і III сесією ЦВК XIII скликання»).
До його складу ввійшли 9 районів:
1. Барашівський район (центр — село Бараші)
2. Ємільчинський район (центр — село Ємільчине)
3. Коростенський район (центр — місто Коростень)
4. Лугинський район (центр — село Лугини)
5. Народицький район (центр — село Народичі)
6. Овруцький район (центр — місто Овруч)
7. Олевський район (центр — місто Олевськ)
8. Словечанський район (центр — село Словечне)
9. Чоповицький район (центр — село Чоповичі)

Згідно зі статтею V постанови ЦВК СРСР від 22 вересня 1937 року «Про поділ Харківської області на Харківську і Полтавську, Київської — на Київську і Житомирську, Вінницької — на Вінницьку і Кам'янець-Подільську та Одеської на Одеську і Миколаївську області» округи у Вінницькій і Київській областях (у тому числі Коростенський) були ліквідовані. Територія округу ввійшла до Житомирської області.

## Керівники округи

### Перші секретарі окружного комітетуКП(б)У
- Мірошниченко Іван Євгенович (1935—1936)
- Геращенко Петро Леонтійович (1936—1937)
- Гузенко Іван Федорович (1937)

### Голови окружного виконавчого комітету
- Торяник Трохим Петрович (1935—1936)